# Emigrate
Emigrate – zespół muzyczny założony przez Richarda Kruspe, gitarzystę i współzałożyciela zespołu Rammstein. Jest to projekt rozpoczęty w 2005 roku, gdy członkowie zespołu Rammstein postanowili na rok przerwać swoją działalność. Pomysł, żeby założyć Emigrate, zrodził się już w czasie, gdy Rammstein nagrał album Mutter.
5 sierpnia 2006 użytkownicy newslettera Rammstein.de dostali zaproszenia na stronę Emigrate oraz możliwość pobrania piosenki "Wake Up". W miarę upływu czasu, na tejże stronie ukazały się próbki utworów "My World", "Babe" oraz "Temptation". Spośród nich fani mogli wybrać najlepszą. Plebiscyt wygrała piosenka "Babe", którą każdy użytkownik newslettera Emigrate, mógł nieodpłatnie pobrać. 21 maja 2007 roku otwarta została oficjalna strona zespołu Emigrate.eu, z tej okazji każdy mógł bezpłatnie pobrać piosenkę "My World". W międzyczasie podczas jednego z wywiadów Richarda w niemieckiej telewizji w tle słychać było nową piosenkę. W kilka dni później pojawiła się ona na oficjalnej stronie zespołu na myspace- tą piosenką było "New York City". Mniej więcej po upływie tygodnia piosenka ta znikła z profilu. Dopiero 31 sierpnia 2007 roku ukazał się debiutancki album noszący tytuł "Emigrate"
2 sierpnia 2007 w niemieckiej telewizji MTV, a dzień później na oficjalnej stronie zespołu, premierę swoją miał pierwszy teledysk zespołu – My World, który reklamuje najnowszy film "Resident Evil – Extinction", jednakże w teledysku z oryginalnego składu Emigrate występują tylko Kruspe i Giroux, zaś gitarzystka jest aktorką, a perkusista to członek zespołu Combichrist. Teledysk nawiązuje nie tylko do promowanego filmu, ale też do promocyjnej sesji zdjęciowej zespołu (motyw z okładki, oraz sześcian). 15 października 2007 roku w niemieckiej telewizji MTV jak również na stronie zespołu premierę miał drugi teledysk – "New York City".
Drugi album o nazwie "Silent So Long" wyszedł 14 listopada 2014 roku. 22 października zespół udostępnił fragmenty piosenek z nadchodzącego albumu. Pierwszym singlem promującym ten album jest "Eat You Alive", który został wydany 24 października 2014 roku.

## Dyskografia
| Emigrate                    | - Data: 31 sierpnia 2007 - Wydawca: Motor Music | 41  | 8  | 28 | 18 | 59 | 29 |
| Silent So Long              | - Data: 14 listopada 2014 - Wydawca: Vertigo    | 119 | 28 | 55 | 30 | —  | —  |
| "—" album nie był notowany. |                                                 |     |    |    |    |    |    |